# 林兼産業
林兼産業株式会社（はやしかねさんぎょう）は、山口県下関市に存在する食料品の製造販売、飼料の製造販売等の事業を行う会社。水産加工品大手のマルハニチロ（旧・大洋漁業）と創業家を同じくする「兄弟会社」にあたる。

## 概要
食料品事業として魚肉ソーセージ等の海産物加工品、海産物、豚肉・鶏肉等の食肉・食肉加工品等の製造販売を行っている。マルハニチロとの関係が深く、マルハニチロの魚肉ソーセージ（マルハブランド）は林兼産業が供給している。その他、独自ブランドとして「霧島黒豚」ブランドのハム等がある（ブランド名は牧場および加工場が霧島連山の麓に位置することに由来する。なお、かつては「キリシマハム」のブランド名であった）。
飼料事業として養魚用飼料、畜産用飼料を製造販売している。
その他、健康食品等に用いる新素材としてカツオから抽出したエラスチンを製造販売している。機能性表示食品にも展開。
下関市の有力企業として第三セクター日韓高速船に2000万円を出資していた。

## 沿革
- 1941年（昭和16年）1月 - 山口県の缶詰製造業者が合同出資し山口県合同缶詰株式会社を設立。
- 1947年（昭和22年）6月 - 山口県缶詰株式会社と改称。
- 1950年（昭和25年）10月 - 日新缶詰株式会社と改称。
- 1955年（昭和30年）1月 - 林兼産業株式会社を合併し、同時に商号を林兼産業株式会社に変更。
- 1962年（昭和37年）5月 - 東京証券取引所第2部，大阪証券取引所第2部，福岡証券取引所に上場。
- 1967年（昭和42年）2月 - 東京証券取引所第1部、大阪証券取引所第1部に指定替え。
- 1969年（昭和44年）4月 - 養鶏・養豚事業を分社化し、林兼畜産株式会社（現・キリシマドリームファーム）を設立。
- 1974年（昭和49年）11月 - 柳川工場、唐津工場を分社化し、林兼缶詰株式会社（のちの林兼デリカ）を設立。
- 2010年（平成22年）
  - 7月 - 大阪証券取引所、福岡証券取引所上場廃止。
  - 10月 - 子会社の林兼デリカをマルハニチロ食品へ売却。その後、同社は2010年12月に株式会社マルハニチロ九州へ商号変更。
- 2020年　11月 - コーポレートロゴ変更
- 2022年　4月 - 東証スタンダード市場に移行。

## 工場
- 下関第一・第二工場（山口県下関市）
- 下関飼料工場（山口県下関市）
- 長府工場（山口県下関市）
- 都城工場（宮崎県都城市）

## 関係会社

### 連結子会社
- キリシマドリームファーム（宮崎県都城市）（食品事業）
- 林兼フーズ（山口県下関市）（食品事業）
- 都城ウエルネスミート（宮崎県都城市）（食品事業）
- 有限会社平安海産（熊本県天草市）（飼料事業）
- 有限会社桜林養鰻（鹿児島県志布志市）（飼料事業）
- 林兼冷蔵（山口県下関市）（冷蔵庫業）
- 太幸物産株式会社（ 鹿児島県肝属郡）（飼料事業）

### 関連会社
- みなと（山口県下関市）
- 志布志飼料（鹿児島県志布志市）（飼料事業）
- ベッケイ（大分県別府市）（飼料事業）

## 女子バレーボール部
女子バレーボール部がかつて存在、第1回日本リーグ（1967年）にその記録が残っている。

### 成績
| 大会名     | 大会名       | 順位 | 参加チーム数 | 試合数 | 勝 | 敗 | 勝率  |
| ---------- | ------------ | ---- | ------------ | ------ | -- | -- | ----- |
| 日本リーグ | 第1回 (1967) | 6位  | 6チーム      | 10     | 1  | 9  | 0.100 |

### 選手・スタッフ在籍者
1967年5月現在

#### 選手
| 背番号 | 名前       | 年齢 | 国籍 | Position | 備考 |
| ------ | ---------- | ---- | ---- | -------- | ---- |
| 1      | 日野隆子   | 22   | 日本 |          | 主将 |
| 2      | 橋口郁子   | 21   | 日本 |          |      |
| 3      | 倉本萌子   | 21   | 日本 |          |      |
| 4      | 小林美重子 | 20   | 日本 |          |      |
| 5      | 田中裕子   | 20   | 日本 |          |      |
| 6      | 杉本洋子   | 20   | 日本 |          |      |
| 7      | 馬庭明子   | 20   | 日本 |          |      |
| 8      | 坂根愛子   | 19   | 日本 |          |      |
| 9      | 田中由美子 | 18   | 日本 |          |      |
| 10     | 松永美智子 | 18   | 日本 |          |      |
| 11     | 松山あい子 | 18   | 日本 |          |      |
| 12     | 加藤春美   | 22   | 日本 |          |      |

#### スタッフ
| 役職         | 名前       | 国籍 | 備考 |
| ------------ | ---------- | ---- | ---- |
| 責任者       | 横道諭     | 日本 |      |
| 監督         | 山口祚一郎 | 日本 |      |
| コーチ       | 篠塚康正   | 日本 |      |
| マネージャー | 篠田十代郎 | 日本 |      |